# 保谷伸
保谷 伸（ほたに しん）は、日本の漫画家。宮城県出身。

## 略歴
2010年、コミックゼノン第1回マンガオーディション準グランプリを受賞しデビュー。

## 作品リスト

### 漫画作品

#### 連載
- キミにともだちができるまで。（『月刊コミックゼノン』2012年6月号[2] - 2015年3月号）
- マヤさんの夜ふかし（『WEBコミックぜにょん』2015年5月1日[3] - 2017年10月）
- まくむすび（『週刊ヤングジャンプ』2019年16号[4] - 2020年10号→『となりのヤングジャンプ』2020年2月6日 - 2021年2月26日）
- ウマ娘 プリティーダービー スターブロッサム（『となりのヤングジャンプ』『ヤンジャン!』『少年ジャンプ+』2023年4月10日[5] - 連載中）

#### 読み切り
- 我が家のニートな漫画家さん（『月刊コミックゼノン』2011年6月号[6]）
- 高松花由は恋してる（『月刊コミックゼノン』2016年7月号[7]）
- 明日の君が好き　(原作：柚子丸ニコ、『週刊ヤングジャンプ』2021年24号[8])

### 書籍
- 『キミにともだちができるまで。』、徳間書店〈ゼノンコミックス〉2013年 - 2015年、全5巻
  1. 2013年1月19日発売[9]、ISBN 978-4199801334
  2. 2013年7月20日発売[10]、ISBN 978-4199801549
  3. 2014年1月20日発売[11]、ISBN 978-4199801846
  4. 2014年7月19日発売[12]、ISBN 978-4199802249
  5. 2015年2月20日発売[13]、ISBN 978-4199802553
- 『マヤさんの夜ふかし』、徳間書店〈ゼノンコミックス〉2016年 - 2017年、全3巻
  1. 2016年10月20日発売[14]、ISBN 978-4199803727
  2. 2017年3月18日発売[15]、ISBN 978-4199804038
  3. 2017年11月20日発売[16]、ISBN 978-4199804618
- 『まくむすび』、集英社〈ヤングジャンプコミックス〉2019年 - 2021年、全5巻
- 『ウマ娘 プリティーダービー スターブロッサム』、集英社〈ヤングジャンプコミックス〉2023年 - 刊行中、既刊4巻（2025年3月18日現在）

### その他
- for someone 3.11 22のメッセージ（集英社『ジャンプ改』2012年Vol.6小冊子[17]） - 東日本大震災がテーマ。